# Unité de sang

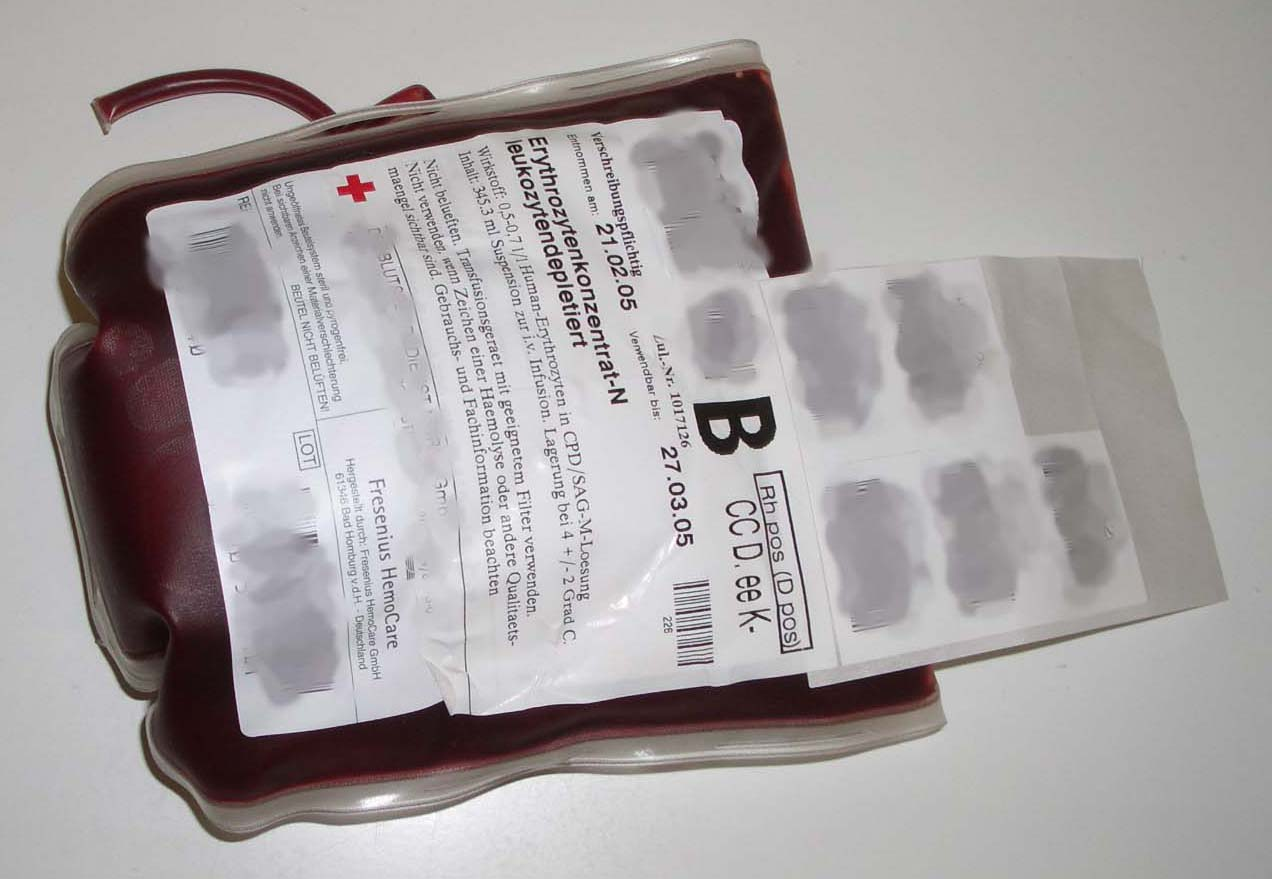

L'unité de sang, terme utilisé dans le langage courant, est une unité thérapeutique correspondant à une poche contenant une dose thérapeutique de produit sanguin utilisée pour les transfusions. Divers produits sont disponibles, dont les volumes varient de 50 ml (unités pédiatriques) à 650 ml (Plasma sécurisé d'aphérèse) selon le produit et le type d'unité concernée.
Le produit le plus utilisé est le concentré de globules rouges. Plusieurs unités existent, dont les dénominations officielles sont les suivantes :
- Concentré de globules rouges déleucocyté (sans globules blancs) unité adulte
- Concentré de globules rouges déleucocyté unité enfant

Pour les autres PSL (produits sanguins labiles) le terme d'unité est peu utilisé. Sont utilisés les sigles correspondant à la dénomination du produit.
CPA, pour concentré de plaquettes d'aphérèse, issu d'un seul donneur.
MCP, mélange de concentrés de plaquettes, mélange de plusieurs CPS, concentrés de plaquettes standards, issus chacun d'un don de sang total de 470 ml.
PFC, pour plasma frais congelé. Il s'agit alors soit de PFC-SD (Viro Atténué par procédé SD -Solvant Détergent, unités de 200 ml), soit de PFCADSe, sécurisé par quarantaine, soit de PFC-BM (viro et bactério atténué par le bleu de méthylène) interdit d'usage à dater du 1er mars 2012, ou de PFC-IA viro-atténué par Amotosalen. À quelques nuances près, tous ces plasmas ont le même usage et la même valeur thérapeutique. Tous ces PFC sont issus de dons de plasma déleucocyté effectués par aphérèse.
D'autres produits d'usage moins courant ou ayant subi une préparation particulière existent.

## Référence
- Décision du 20 octobre 2010, JORF du 28 novembre 2010 fixant la liste et les caractéristiques des produits sanguins labiles
- Arrêté du 09 mars 2010 relatif au tarif de cession des PSL